# ميلاني ماهر
ميلاني ماهر (بالإنجليزية: Melanie Maher)‏ هي عارضة ومغنية أمريكية، ولدت في 22 يوليو 1987 في سان خوان في بورتوريكو.